# نوینکیرشن-فوردن
نوینکیرشن-فوردن (به آلمانی: Neuenkirchen-Vörden) یک شهر در آلمان است که در وچتا واقع شده‌است. نوینکیرشن-فوردن ۷٬۸۵۱ نفر جمعیت دارد.